# Сант'Антонио Тортал (Белуно)
Сант'Антонио Тортал (итал. Sant'Antonio Tortal) је насеље у Италији у округу Белуно, региону Венето.
Према процени из 2011. у насељу је живело 342 становника. Насеље се налази на надморској висини од 579 м.